# Distrito de San Bernardino
El Distrito de San Bernardino es uno de los cuatro que conforman la Provincia de San Pablo, ubicada en el Departamento de Cajamarca, bajo la administración del Gobierno regional de Cajamarca, en el norte del Perú.
Desde el punto de vista jerárquico de la Iglesia católica forma parte de la Diócesis de Cajamarca, sufragánea de la Arquidiócesis de Trujillo.

## Historia
El distrito fue creado mediante Ley N° 23336 del 11 de diciembre de 1981, en el segundo gobierno del Presidente Fernando Belaúnde Terry.
La primera autoridad edil fue la ciudadana Graciela Zumarán de De los Ríos.

## Geografía
Tiene una superficie de 167,12 km².
- Ríos:Yaminchad
- Lagos:

## División administrativa
Cuenta con 2 centros poblados: Polán y Tuñad; y 23 caseríos.

## Capital
Tiene como capital al pueblo de San Bernardino. Se encuentra ubicado a una altura 1 350 m s. n. m.

## Autoridades

### Municipales
- 2019 - 2022[4]
  - Alcalde: Orlando Tantaléan Vásquez, de Alianza para el Progreso.
  - Regidores:

  1. Segundo Emiliano Cholán Chávez (Alianza para el Progreso)
  2. Aurelio Cabos Vargas (Alianza para el Progreso)
  3. Florela Chilón Moza (Alianza para el Progreso)
  4. Eder Wili Salaverry Moza (Alianza para el Progreso)
  5. Hildebrando Reynaldo Cabanillas Barrantes (Cajamarca Siempre Verde)

Alcaldes anteriores
- 2015 - 2018 Wilmer Vargas Pompa
- 2011 - 2014:[5] Orlando Tantaleán Vásquez.
- 2007-2010: Juan Telmo Tongombol Quispe.

### Policiales
- Comisario:  PNP.